# سرقت اسناد هسته‌ای ایران
در ۳۱ ژانویه ۲۰۱۸، درحدود بيست و چهار نفر از مأموران موساد، به یک انبار مخفی در منطقه کهریزک در جنوب تهران رخنه کردند و ۱۰۰،۰۰۰ سند، شامل مدارک کاغذی و فایل‌های کامپیوتری را به سرقت بردند که مربوط به فعالیت‌های تسلیحات هسته‌ای و پروژه «آماد» ایران، بین سال‌های ۱۹۹۹ تا ۲۰۰۳ بود. این گنجینه، بخشی از آرشیو مخفی هسته‌ای ایران بود که شامل کار سالیان متمادی بر روی سلاح‌های اتمی، طراحی کلاهک‌ها و طرح‌های تولیدی ایران بود و بطور مستند، شامل همه این اطلاعات بود.

## عملیات پیش‌زمینه
توافق‌نامه برنامه جامع اقدام مشترک (برجام) که در سال ۲۰۱۵ و توسط دولت اوباما امضا شد، به آژانس بین‌المللی انرژی اتمی (IAEA) اجازه می‌داد از تأسیسات اعلام‌شده مرتبط با برنامه هسته‌ای ایران بازدید کند. در پاسخ، از فوریه ۲۰۱۶، ایرانی‌ها هزاران سند، مدرک و فایل کامپیوتری درباره ساخت سلاح‌های هسته‌ای خوى را به ۳۲ گاوصندوق، در یک انبار، در منطقه صنعتی شورآباد تهران منتقل کردند که قبلاً هیچ ارتباطی با وزارت دفاع ایران نداشت. این انبار که حدود ۲۳ کیلومتر با مرکز تهران فاصله داشت، در ردیف انبارهای صنعتی قرار داشت و وجود امنیتی مشهودی نداشت.
مدتی بعد، رئیس موساد، یوسی کوهن و نخست‌وزیر وقت، بنیامین نتانیاهو، تصمیم گرفتند مدارکی جمع‌آوری کنند که دولت جدید ترامپ را متقاعد کند که از توافق "برجام" خارج شود. در اوایل ۲۰۱۷، موساد شروع به برنامه‌ریزی عملیاتی، جهت به‌دست‌آوردن این اسناد کرد.

## آماده‌سازی
با استفاده از ترکیبی از اطلاعات انسانی (HUMINT) از داخل دولت ایران و شنود مکالمات  (SIGINT)، موساد دریافت که رضا اردکانیان، وزیر نیرو و محسن فخری‌زاده، رئیس برنامه هسته‌ای ایران، یک انبار متروک در شورآباد را، برای پنهان‌کردن اسناد انتخاب کرده‌اند. موساد یک مأمور زن فارسی‌زبان را به‌صورت مخفی به تهران فرستاد تا در قالب یک مأموریت شناسایی، به همراه یک مرد به عنوان همراه، در منطقه شورآباد قدم بزند و با پوشش اسلامی مناسب، وضعیت امنیتی انبار مورد هدف را بررسی کند. بررسی‌های آنها نشان داد که برای جلوگیری از جلب توجه، این انبار، نگهبان ۲۴ ساعته نداشت.
با توجه باین نکته که تیم عملیاتی، حداکثر ۷ ساعت برای اقدام خود فرصت دارد، یک نسخه‌ی شبیه‌سازی‌شده دقیق از محل، برای تمرین ساخته شد که حتی شامل همان نوع گاوصندوق ‌هم بود. هدف این بود که مأموران بتوانند ورود مخفیانه، شکستن گاوصندوق‌ها و حرکت بهینه در فضای محدود را تمرین کنند. دلیل اصلی موساد برای سرقت فیزیکی اسناد (به‌جای عکسبرداری پنهانی)، این بود که از ادعای احتمالی جعل توسط ایران جلوگیری کند و امکان راستی‌آزمایی توسط طرف‌های سوم را فراهم نماید.

## یورش به انبار
در شب ۳۱ ژانویه، درحدود ۲۴ مأمور موساد، به انبار پروژه "آماد" در تهران رسیدند. این ماموران، مجهز به مشعل‌هایی بودند که قادر به برش چندین گاوصندوق بودند. یک دقیقه پس از نیمه‌شب، مأموران با استفاده از یک دستگاه اخلال‌گر، سیستم هشدار دهنده را از کار انداختند و سپس درهای آهنی انبار را شکستند. با توجه به محدودیت زمانی، تنها ۶ گاوصندوق از ۳۲ گاوصندوق موجود در محل بریده شد که حاوی مهم‌ترین اسناد بودند. در کنار نقشه‌های ساخت بمب هسته‌ای، آن‌ها ده‌ها سی‌دی، شامل هزاران سند الکترونیکی و ویدیوهای مرتبط با برنامه هسته‌ای ایران یافتند. در مجموع، در عرض شش ساعت و نیم، آن‌ها حدود ۵۰،۰۰۰ سند کاغذی و ۵۵،۰۰۰ صفحه اطلاعات دیجیتالی روی ۱۸۳ سی‌دی را ضبط کردند. تصاویر برخی از اسناد، به صورت هم‌زمان برای تأیید، به مرکز فرماندهی موساد در تل‌آویو ارسال شد.
با ورود مأموران امنیتی ایران در ساعت ۷ صبح، ایرانی‌ها متوجه نفوذ شدند. مقامات ایرانی، عملیات جستجوی گسترده ای را در سطح کشور، با حضور ده‌ها هزار نیرو آغاز کردند که در نهایت بی‌نتیجه ماند. نحوه خارج‌کردن این گنجینه از ایران هنوز مشخص نیست. یوسی کوهن بعدها در مصاحبه‌ای گفت که اسناد و سی‌دی‌ها از طریق کامیونی به‌طور مخفیانه از ایران، (احتمالاً به آذربایجان) منتقل شدند. موساد چند کامیون جعلی را نیز در مناطق مختلف اطراف تهران فرستاد تا مأموران اطلاعاتی ایران را منحرف کند. برطبق گفته کوهن، بخش زیادی از اطلاعات ضبط‌شده، پیش از رسیدن کامیون حامل آنها به مرز، به‌صورت دیجیتالی به تل‌آویو منتقل شده بود.

## واکنش ایران
در سال ۲۰۲۴، محمود احمدی‌نژاد، رئیس‌جمهور پیشین ایران، فاش کرد که دستگاه اطلاعاتی ایران، واحدی را برای مقابله با عملیات موساد تشکیل داده بود، اما رئیس آن واحد، در سال ۲۰۲۱، به‌عنوان مأمور موساد شناسایی شد. احمدی‌نژاد همچنین ادعا کرد که حدود ۲۰ مأمور ایرانی، به‌عنوان جاسوس دو جانبه با موساد همکاری داشته و در سرقت اسناد نقش داشتند.

## محتویات
در مجموع، این آرشیو شامل ۱۰۰،۰۰۰ سند بود. بیشتر این اسناد بین سال‌های ۱۹۹۹ تا ۲۰۰۳ تهیه شده بودند واين در زمانی بود که پروژه "آماد" متوقف شد و برنامه هسته‌ای ایران به صورت مخفی‌تری ادامه یافت. این اسناد نشان دادند که برنامه تسلیحات هسته‌ای ایران بسیار گسترده‌تر، پیشرفته‌تر و سازمان‌یافته‌تر از چیزی بود که در سال ۲۰۰۳ تصور می‌شد. بنابه گفته دیوید آلبرایت، کارشناس تسلیحات، این اسناد نشان دادند که ایران آزمایش‌های انفجاری بیشتری نسبت به آنچه که قبلاً تصور می‌شد انجام داده است. این گنجینه همچنین نشان می‌داد که دانشمندانی مانند مسعود علی‌محمدی، درباره تقسیم برنامه هسته‌ای بصورتهای علنی و مخفی بحث کرده‌اند.
خبرنگاران نیویورک تایمز، سایر رسانه‌های آمریکایی و نیز بازرسان آژانس انرژی اتمی، تأیید کردند که این اسناد، نشان‌دهنده تلاش‌های پیشین ایران برای ساخت سلاح هسته‌ای هستند که این موضوع، علی‌رغم ادعاهای ایران مبنی بر صلح‌آمیز بودن برنامه هسته‌ای‌اش میباشد. مقامات بریتانیا و آمریکا، اصالت این اسناد را تأیید کردند. این اسناد همچنین عضویت حسن روحانی، رئیس‌جمهور وقت ایران، در شورای فناوری‌های پیشرفته را نشان می‌دادند که این برنامه را تصویب کرده بود و بدین ترتیب، نقش حمایتی سپاه پاسداران و نیروی قدس را مشخص می‌کردند.
آمریکا پیش از سال ۲۰۰۴، از فعالیت‌های هسته‌ای ایران آگاه بود و این اسناد، اطلاعات جدیدی درباره فعالیت‌های اخیر ایران ارائه نمی‌دادند. اما افشای این گنجینه، اهداف خاص ایران برای زرادخانه هسته‌ای را روشن‌تر کرد و اثبات کرد که ایران مفاد "برجام" را نقض کرده است، مفادی که بر اساس آن، ایران نباید هیچ‌گونه تحقیق و توسعه جدیدی در زمینه سلاح هسته‌ای انجام می‌داد و میبایست اطلاعات کامل برنامه‌اش را افشا می‌کرد.

## پیامدها
نخست‌وزیر اسرائیل، بنیامین نتانیاهو، در ۳۰ آوریل، طی یک سخنرانی تلویزیونی به زبان انگلیسی، این عملیات را در تل‌آویو فاش کرد. البته وی، در ابتدا رئیس‌جمهور وقت آمریکا، دونالد ترامپ را به‌طور خصوصی در جریان قرار داده بود. به گفته نتانیاهو، اسناد نشان می‌دادند که ایران درباره اهدافش به جامعه جهانی دروغ گفته است. بنابه گفته مایک پمپئو، وزیر امور خارجه وقت آمریکا، واشنگتن پیش از سخنرانی نتانیاهو، از این اسناد آگاه بود و پمپئو درباره آن‌ها با نتانیاهو در تل‌آویو گفتگو کرده بود.
موساد تمام اسناد را در اختیار مقامات اطلاعاتی آلمان، فرانسه و بریتانیا قرار داد. نتانیاهو همچنین با نخست‌وزیر استرالیا، نارندرا مودی نخست‌وزیر هند، ترزا می نخست‌وزیر بریتانیا، ولادیمیر پوتین رئیس‌جمهور روسیه، امانوئل مکرون رئیس‌جمهور فرانسه و نیز آنگلا مرکل صدراعظم آلمان، درباره محتوای آرشیو هسته‌ای گفتگو کرد.
چند روز پس از افشای نتانیاهو، ترامپ آمریکا را از توافق برجام خارج کرد که هدف نهایی این عملیات بود.